# Стенийский период
Стенийский период (др.-греч. στενός — «узкий») — заключительный геологический период мезопротерозойской эры, продолжавшийся 1200—1000 миллионов лет назад (хронометрическое установление возраста, не базирующееся на стратиграфии). Входит в так называемый «Скучный миллиард».
Название происходит от узких полиметаморфических поясов, сформировавшихся в этом периоде.
В стении сложился суперконтинент Родиния.
К началу этого периода относятся наиболее ранние ископаемые остатки эукариот, размножавшихся половым путём.